# جون لوثر لونغ
جون لوثر لونغ (بالإنجليزية: John Luther Long)‏ هو محامي وكاتب أمريكي، ولد في 1861 في هانوفر في الولايات المتحدة، وتوفي في 31 أكتوبر 1927 في مقاطعة أونتاريو في الولايات المتحدة.

## وصلات خارجية
- جون لوثر لونغ على موقع IMDb (الإنجليزية)
- جون لوثر لونغ على موقع ألو سيني (الفرنسية)
- جون لوثر لونغ على موقع قاعدة بيانات برودواي على الإنترنت (الإنجليزية)
- جون لوثر لونغ على موقع قاعدة بيانات الأفلام السويدية (السويدية)
- جون لوثر لونغ على موقع ديسكوغز (الإنجليزية)
- جون لوثر لونغ على موقع قاعدة بيانات الفيلم (الإنجليزية)
- جون لوثر لونغ على موقع كينوبويسك (الروسية)